# Prefettura di Osaka
La prefettura di Osaka (大阪府?, Ōsaka-fu) è una prefettura giapponese di 8 824 566 abitanti (al 1º ottobre 2018), con capoluogo a Osaka. Si trova nella regione di Kinki, sull'isola di Honshū.

## Storia
Fino alla Restaurazione Meiji l'area della prefettura di Osaka era conosciuta coi nomi delle province di Kawachi, Settsu e Izumi.
Dal 1868 nacque la prefettura di Osaka moderna, mentre il 1º settembre 1956 la città di Osaka venne divisa in 24 quartieri speciali.
Nel 2000 Fusae Ota divenne la prima donna a essere governatore prefetturale del Giappone, dopo le dimissioni di Knock Yokoyama a causa di uno scandalo.
Mentre nel 2001 la prefettura fu teatro della strage di Osaka, un massacro scolastico attuato da uno squilibrato.
Il 1º aprile 2006 la città di Sakai venne promossa al rango di città designata e divisa in sette quartieri. 
Nel 2008 Tōru Hashimoto divenne il più giovane governatore giapponese, all'età di 38 anni.
Il terremoto del 18 giugno 2018 ebbe l'epicentro nel nord della prefettura e provocò la morte di 5 persone.

## Geografia fisica
La prefettura di Osaka confina con quelle di Hyōgo e Kyoto a nord, di Nara a ovest e di Wakayama a sud. A ovest si trova la Baia di Osaka, lo Yodo e lo Yamato sono i maggiori fiumi che scorrono all'interno della prefettura. La parte centrale è costituita dalla piana di Osaka, delimitata verso nord e nord-ovest dai monti Hokusetsu, Le catene dei monti Ikoma e dei monti Kongō si susseguono lungo il confine con la prefettura di Nara e sono collegate con i monti Izumi, che si trovano al confine con la prefettura di Wakayama. La piana si restringe verso nord-est seguendo il percorso del fiume Yodo, che entra dalla prefettura di Kyoto.
Prima della costruzione dell'Aeroporto Internazionale del Kansai su un'isola artificiale, quella di Osaka era la prefettura più piccola del Giappone. Dopo la sua realizzazione, tuttavia il primato è passato alla prefettura di Kagawa
Al 31 marzo 2008 il 10% della superficie della prefettura è designato come parco nazionale, ossia Parco quasi nazionale di Kongō-Ikoma-Kisen, Parco quasi nazionale di Meiji no Mori Minō e Parco naturale prefetturale di Hokusetsu. A luglio 2011 si è aggiunta una nuova area che in futuro diventerà parco nazionale, il Parco naturale prefetturale di Hannan-Misaki.

### Città
Nella prefettura di Ōsaka ci sono 33 città
| - Daitō - Fujiidera - Habikino - Hannan - Higashiōsaka - Hirakata - Ibaraki - Ikeda - Izumi - Izumiōtsu - Izumisano | - Kadoma - Kaizuka - Kashiwara - Katano - Kawachinagano - Kishiwada - Matsubara - Minō - Moriguchi - Neyagawa - Ōsaka (capoluogo) | - Ōsakasayama - Sakai - Sennan - Settsu - Shijōnawate - Suita - Takaishi - Takatsuki - Tondabayashi - Toyonaka - Yao |

### Paesi e villaggi
Questi sono le cittadine e i villaggi situati nella prefettura di Osaka, suddivisi per i distretti di appartenenza:
| - Distretto di Minamikawachi - Chihayaakasaka - Kanan - Taishi - Distretto di Mishima - Shimamoto | - Distretto di Senboku - Tadaoka - Distretto di Sennan - Kumatori - Misaki - Tajiri | - Distretto di Toyono - Nose - Toyono |